# Мартенсдейл (Айова)
Мартенсдейл (англ. Martensdale) — місто (англ. city) в США, в окрузі Воррен штату Айова. Населення — 421 особа (2020).

## Географія
Мартенсдейл розташований за координатами 41°22′25″ пн. ш. 93°44′19″ зх. д. / 41.37361° пн. ш. 93.73861° зх. д. (41.373589, -93.738626).  За даними Бюро перепису населення США в 2010 році місто мало площу 1,02 км², уся площа — суходіл.

## Демографія
Згідно з переписом 2010 року, у місті мешкало 465 осіб у 186 домогосподарствах у складі 116 родин. Густота населення становила 455 осіб/км².  Було 198 помешкань (194/км²).
Расовий склад населення:
| - 98,5 % — білих |

До двох чи більше рас належало 1,5 %. Частка іспаномовних становила 1,9 % від усіх жителів.
За віковим діапазоном населення розподілялося таким чином: 28,0 % — особи молодші 18 років, 59,7 % — особи у віці 18—64 років, 12,3 % — особи у віці 65 років та старші. Медіана віку мешканця становила 34,6 року. На 100 осіб жіночої статі у місті припадало 105,8 чоловіків;  на 100 жінок у віці від 18 років та старших — 94,8 чоловіків також старших 18 років.
Середній дохід на одне домашнє господарство  становив 65 556 доларів США (медіана — 51 964), а середній дохід на одну сім'ю — 68 174 долари (медіана — 56 250). За межею бідності перебувало 12,5 % осіб, у тому числі 14,8 % дітей у віці до 18 років та 0,0 % осіб у віці 65 років та старших.
Цивільне працевлаштоване населення становило 256 осіб. Основні галузі зайнятості: фінанси, страхування та нерухомість — 28,5 %, освіта, охорона здоров'я та соціальна допомога — 16,0 %, роздрібна торгівля — 10,5 %, виробництво — 10,5 %.